# Lykien
Lykien (lykisk: Trmmis) er en region i tre dele af de moderne provinser Antalya og Mugla i Tyrkiet mellem de moderne byer Fethiye i vest og Antalya i øst. Lykien blev en romersk provins i 189 f.Kr.
Regionen har været beboet fra forhistorisk tid. Lykierne, som boede i området i jernalderen, talte et indoeuropæisk sprog nært beslægtet med andre sprog fra oldtidens Anatolien. I 1. årh e.Kr. var befolkningen blevet assimileret med græske indvandrere. De sidste grækere blev flyttet efter den Græsk-tyrkiske krig (1919-1922). I dag er Lykien beboet af tyrkere.

## Geografi
Lykien er en bjergrig region med mange skove langs Tyrkiets sydvestlige kyst. Den omfatter Tekehalvøen og grænser op til Karien mod vest og nord og til Pamfylien og Pisidien mod øst. Bjergtoppe i det indre Lykien i bjergene Bey Daglari i øst og Akdaglar i vest når ver 3000 moh. Den græske ø Rhodos ligger omtrent 100 kilometer derfra, og den lille græske ø Megisti ligger lige ud for kysten ved byen Kas (tidligere Antiphellos).
Der ligger 12 øer i Fethiye-bugten, hvoraf af kun den ene—Şövalye—er beboet.
Der er en række floder i Lykien blandt andet Esen/Seki.
De vigtigste byer i Oldtidens Lykien var (moderne navn i parentes):
- Xanthos (Kınık)
- Patara (Gelemiş)
- Limyra (Finike)
- Phaselis

I Lykien findes også en markeret rute til trekking, Den Lykiske Vej (Likya Yolu, Lycian way), der blev åbnet i 1999.
Den er omkring 500 kilometer lang og blev designet af Kate Clow og Terry Richardson der også har skrevet en guide til vejen.

## Historie
De gamle egyptere beskrev lykierne som hittiternes allierede, og Lykien kan derfor have været medlem af Assuwa føderationen fra c. 1250 f.Kr.
Efter Hittiterrigets fald opstod Lykien som en selvstændig stat.
Hos Homér optræder Lykien som Trojas allierede, og de sendte tropper til Troja for at forsvare byen mod grækerne. Lykien optræder i flere andre græske myter som i historien om Bellorophon, hvori Lykiens konge Lobaste kræver at Bellorophon dræber uhyret Kimæren. I andre myter stammer Lykiens konger oprindeligt fra Kreta.
I 546 f.Kr. kom Lykien under persisk kontrol, til Athen brød den i 468 f.Kr.
Efter den Korinthiske krig (395 f.Kr.–387 f.Kr.) genvandt Perserriget kontrollen over hele Lilleasien med Lykien.
Fra denne tid stammer Nereide-monumentet (380'erne f.Kr.) - et stort gravtempel der er opstillet i sit eget rum på British Museum.
Persernes kontrol varede til Alexander den store erobrede Perserriget. Lykien blev herefter en del af Seleukideriget, som tilfaldt romerne i 189 f.Kr.
Kejser Claudius samlede Lykien og Pamfilien til én provins. Lykien blev siden en del af det Byzantiske rige, til tyrkerne erobrede Anatolien i middelalderen.
Lykien er kort nævnt i Biblen i 27. kapitel af Apostlenes Gerninger i forbindelse med Paulus rejse til Rom.
Ifølge denne skrift skifter Paulus skib i Myra i Lykien efter at have sejlet i farvandet ved Kilikien og Pamfylien fra Kypern.
Minder om de græske indbyggere, der blev fordrevet efter den græsk-tyrkiske krig, kan ses i spøgelsesbyen Kaya i det vestlige Lykien få kilometer fra by Ölü Deniz.
I de senere år har området som en del af "den tyrkiske riviera" fået en del turisme.

## Transport
Der er to lufthavne i Lykien: En ved Antalya i Øst og en i Dalaman i Vest.